# Sympatia
Sympatia – społeczne powinowactwo, w którym jedna osoba blisko rozumie uczucia drugiej osoby. Wyraz „sympatia” pochodzi od łac. sympatha; od gr. συμπάθεια transliterowanego jako sympatheia, połączenie συν + πάσχω = συμπάσχω oznacza „cierpieć wspólnie” lub „odczuwać z”.
Sympatia istnieje, gdy uczucia jednej osoby są głęboko rozumiane i akceptowane przez drugą osobę. W języku potocznym „darzyć kogoś sympatią” oznacza po prostu „lubić go bardziej niż innych”.